# 锁龙湖
《锁龙湖》，中国大陆故事片，根据小说《县委书记》改编。1976年10月1日国庆节上映。